# Lars-Erik Skiöld
Lars-Erik Skiöld (Malmö, 19 marzo 1952 – 21 maggio 2017) è stato un lottatore svedese, specializzato nella lotta greco-romana.

## Palmarès

### Olimpiadi
- 1 medaglia:
  - 1 bronzo (Mosca 1980 nei pesi leggeri)

### Mondiali
- 1 medaglia:
  - 1 argento (Göteborg 1977 nei 68 kg)